# MarkV-A1

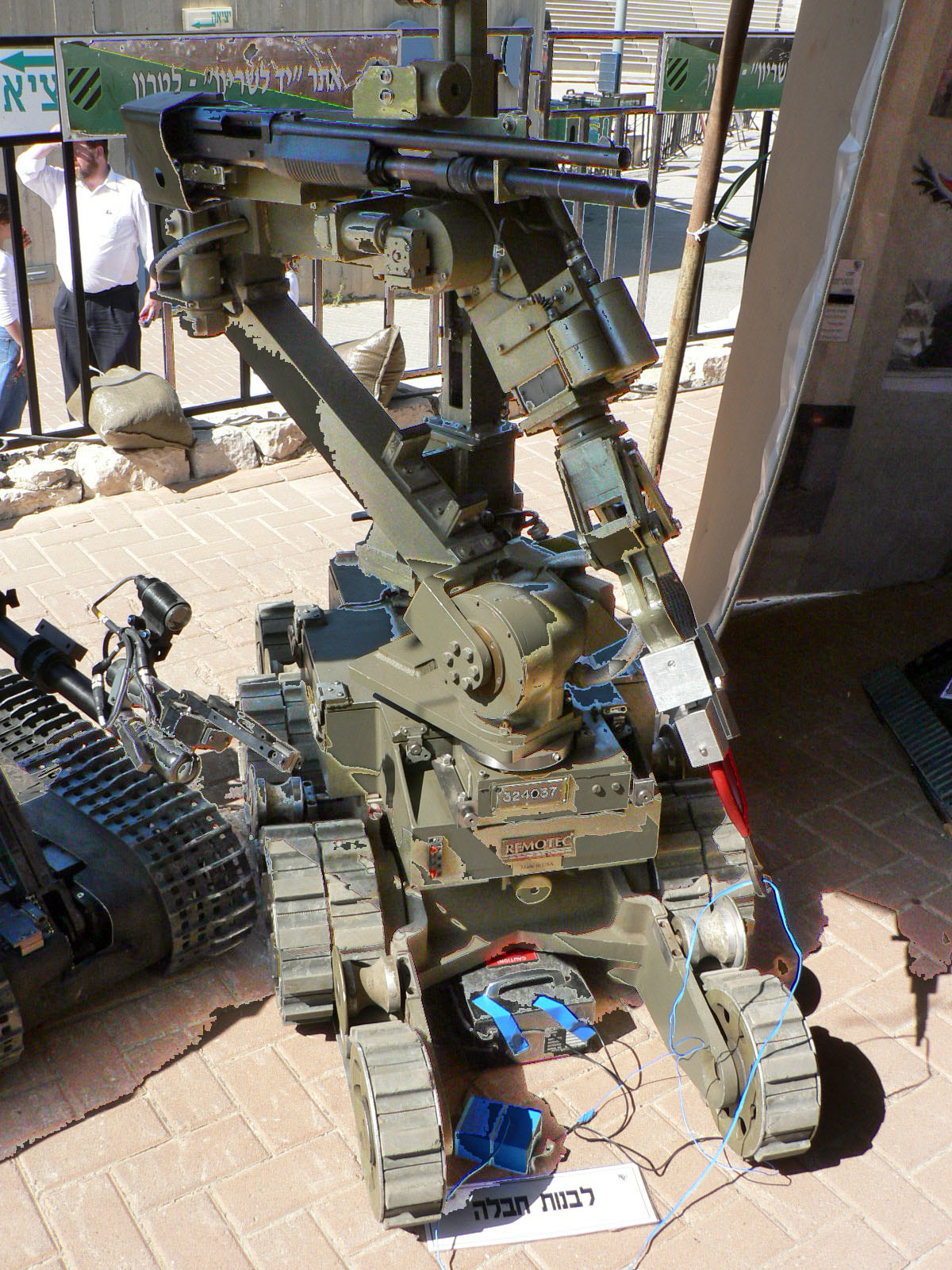
IDF American Andros EOD robot. Questo particolare modello è il MarkV-A1

Il MarkV-A1 è un robot militare artificiere progettato dalla Northrop Grumman Corporation. Fa parte della linea Remotec ANDROS, che include altri robot EOD. Il MarkV pesa circa 360 kg e le sue dimensioni sono quelle di una falciatrice. Con il suo braccio manipolatore completamente esteso, l'altezza del robot è di 2,4 metri. Il sistema battistrada è progettato per attraversare terreni difficili. Il MarkV-A1 può essere armato con i perforatori ad acqua e ad alta pressione, per disabilitare le bombe, o se necessario, un fucile.
In totale, il MarkV-A1 dispone di quattro telecamere a colori, inclusa una telecamera montata su uno dei poli sporgenti dalla parte superiore del robot. Esso dispone anche di diversi microfoni, luci ed una serie di altri sensori.

## Operatori
- Forze di Difesa Israeliane
- Toronto Police Service Emergency Task Force (TPS)
- LAPD Squadra artificieri
- United States Army